# E-könyv

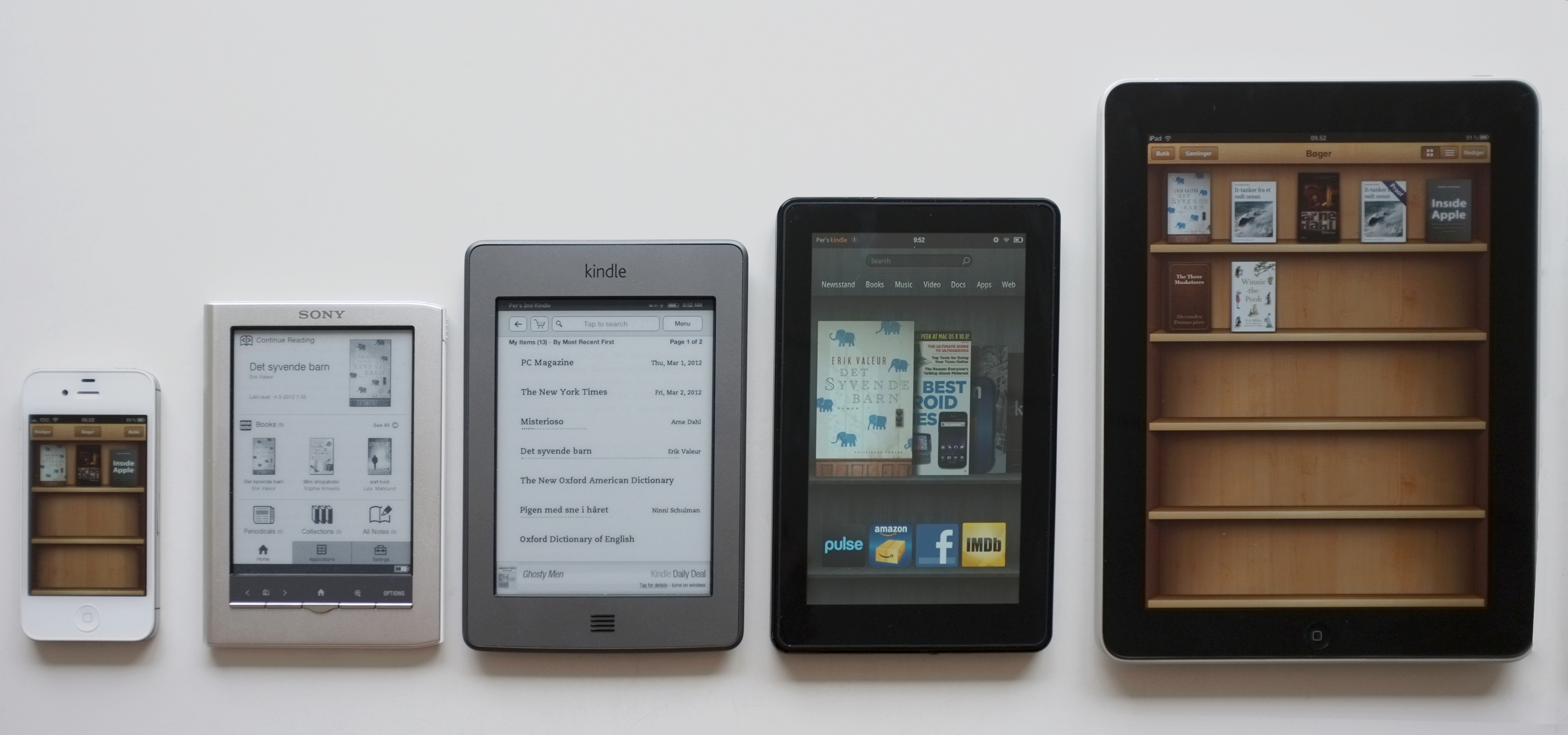
E-könyv-olvasó eszközök

Az e-könyv (angolul e-book)  elektronikus formában létrehozott és terjesztett szöveget és egyes esetekben képet tartalmazó fájl, amely a nyomtatott könyv digitális megfelelője.  Olvasásához vagy speciális elektronikai eszköz, e-könyv-olvasó, vagy szoftver szükséges.
Az e-könyvet, azaz elektronikus könyvet az internet megjelenése hívta életre. Korábban is készítettek olyan elektronikus dokumentumokat, amelyek könyvszerű tartalmat hordoztak, de e-könyvnek igazán azóta nevezik ezeket, amióta letölthetővé váltak az internetről. Az e-könyvek elterjedésének másik feltétele a megfelelő méretű és minőségű kijelzővel rendelkező hordozható eszközök megjelenése. Jelenleg a célnak leginkább megfelelő olvasó eszköz az ún. e-papír kijelzővel ellátott e-könyv-olvasó, amely technológia - habár nem erre a célra fejlesztették ki - a minőségi feltételeknek legjobban megfelel. A kijelző a papíralapú könyv olvasásához hasonló élményt biztosít és hosszú időn keresztül olvashatunk anélkül, hogy az a szemnek megterhelő lenne.

## Jellemzői
Az e-könyvek egyik jellegzetessége, hogy mivel nyomtatási költség nem terheli őket így olcsóbban értékesíthető, a virtuális formának köszönhetően pedig jobban és gyorsabban terjeszthető. Az e-könyvek létrehozásának alacsony költségéből eredően ma már számos olyan könyv van, ami csak elektronikusan létezik. Sőt, amióta az internetmarketing is felismerte az e-könyvekben rejlő lehetőségeket, számos e-könyv ingyenesen is letölthető. 
Az e-könyvek magukban hordozzák annak a lehetőségét, hogy az olvasó az elektronikus könyvet kinyomtassa és úgy olvassa el, bár ez nem célszerű, mert így drágább, mint a hagyományos nyomdai eljárással készült könyvek. Az e-könyvek terjesztésének egyik kulcsfontosságú kérdése a szerzői jogvédelem érvényesítése, amely másolás és nyomtatási blokkolás integrálását jelenti. Egyes kiadók csak úgy egyeztek bele tulajdonukban lévő művek e-könyvbeli közléséhez, ha megfelelő védelmet szavatolnak az internetes terjesztők.

Az e-könyvek optimális terjesztésének feltétele, hogy az e-könyv egy szabványos formátumban jelenjék meg. 

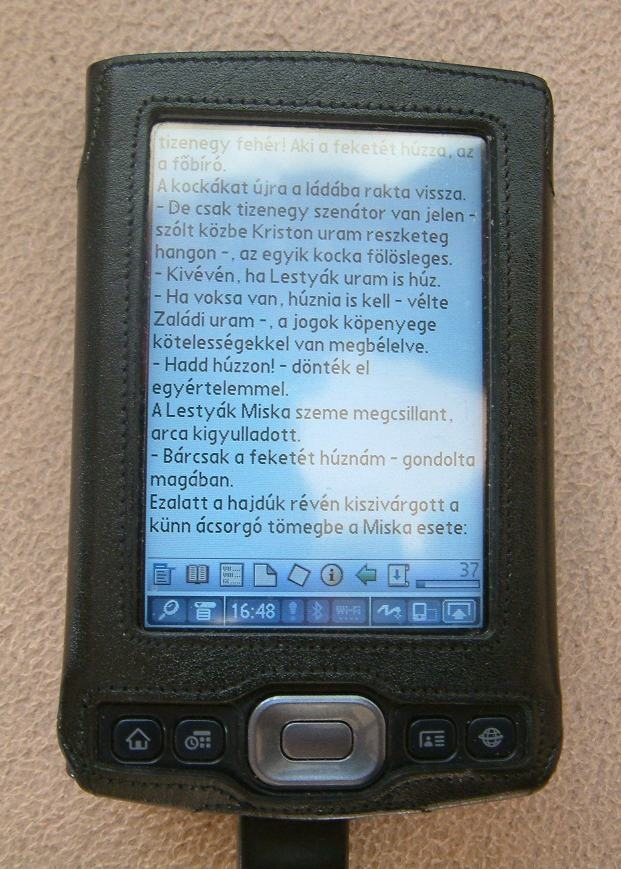
E-könyv (Mikszáth: A beszélő köntös) Palm TX PDA-n, eReader szoftver alatt

## Kijelző
A piacon elérhető könyvolvasók a kijelzők kétféle típusát kínálják önnek:
- E-ink – ezt a fajtát más néven elektronikus papírként is megnevezhetjük. Alapvetően az LCD kijelzőktől abban különbözik, hogy az akkumulátor nagyon sokáig kibirja és csak akkor fogyaszt energiát, ha a kirajzolt kép változik.
- LCD – ez a kijelző az egyike a legelterjedtebbeknek és leghagyományosabbaknak, amit ön is ismerhet. Ezeknek a kijelzőknek az előnyei a gyönyörű színek és a gyors frissítés. Ez azt jelenti, hogy videók megtekintésére is alkalmas. Némely olvasók képesek erre.[1]

## Formátumok
Az e-könyvek formátumai jellemzően két nagy csoportba sorolhatóak: a platformfüggetlen és a platformfüggő formátumok közé. Más szempontból csoportosítva, lehetnek általános dokumentumformátumok vagy direkt e-könyvek közzétételére kifejlesztett formátumok. A leggyakoribb formátumok (a teljesség igénye nélkül):
- .txt: egyszerű szöveges fájl. Platformfüggetlen, talán a legtöbb eszközzel és szoftverrel megnyitható. Ezen kívül előnye még a kis méret (A Biblia .txt formátumban mindössze 4 MB), hátránya viszont, hogy nem tartalmaz formázási adatokat, illetve képeket, így a .txt-ben készült e-könyv meglehetősen puritán.
- .pdf dokumentum: az Adobe Systems által kifejlesztett, platformfüggetlen dokumentumformátum. Eredetileg PC-re fejlesztették ki és az interneten általános dokumentumformátummá vált. Az olvasásukhoz telepíteni kell a PC-re az Adobe Acrobat Reader nevű (ingyenes) programot, vagy egyéb, a pdf-et kezelő alkalmazást. Az újabb e-könyv-olvasó eszközök már alapban képesek a pdf formátum megjelenítésére. Előnye, hogy képeket és formázási paramétereket, valamint hipertext-elemeket is tartalmazhat (ezek segítségével kapcsolat létesíthető a dokumentum egyes részei, vagy más dokumentumok között), így ezzel már a hagyományos, papír alapú könyvvel, újsággal egyenrangú, illetve annál többet tudó dokumentumok készíthetőek. Hátránya, hogy sok képet tartalmazó vagy nyomdai felhasználásra szánt változatai sok eszköz számára kezelhetetlenül nagy méretűek. A pdf rugalmasságának köszönhetően előfordul, hogy egy dokumentum szövegét nem digitális szövegkarakterként, hanem képi ún. raszter formátumban tárolnak, de ez nem optimális, inkább illegális másolatokra vagy rövid dokumentumokra jellemző.
- .doc formátum: a Microsoft Word szövegszerkesztőjének dokumentumformátuma.
- HTML formátum: a weboldalak formátuma. Platformfüggetlen, számos alkalmazással megnyitható. Képeket és formázási információkat, valamint hipertext-elemeket is tartalmaz.
- futtatható exe, .jar stb. fájl. A futtatható fájl alapú e-könyvek közös jellemzője, hogy a szöveget, képet, formázási utasításokat és a megjelenítő alkalmazást egy fájlba ágyazottan tartalmazzák. Általában platformfüggőek, előnyük viszont az, hogy a felhasználó "készen kap mindent": ezek esetében kizárható az olvasóprogram és a dokumentum inkompatibilitása. A futtatható alapú technológiának másik tulajdonsága, hogy (formátumtól függően) sok-sok kiegészítő marketing technikát lehet beépíteni e-könyvekbe. Megfelelő e-könyvkészítő szoftverrel meg lehet oldani például, hogy az e-könyv mindig a készítő aktuális hirdetéseit mutassa, függetlenül attól, hogy az első, eredeti példány mikor került ki. (Az e-könyv a megfelelő olvasó eszköz segítségével le tud tölteni frissítést az internetről.) Ezekkel a formátumokkal az is megvalósítható, hogy az olvasónak regisztrálnia kelljen ahhoz, hogy megnyithassa a könyvet. (Ennek akkor van jelentősége, ha a szerző vagy a forgalmazó szeretné megkapni minden olvasó e-mail-címét, és így közvetlenül megszólítani őket.)
- Képi (raszter) formátum. Leggyakrabban jpg/jpeg. Alapvetően nem optimális, de egyes esetekben nyomdai célra létrehozott rövidebb anyagokat így adnak közre. Néha illegális másolatokat készítik így.

Kizárólag e-könyvekhez használt formátumok:
- .azw: az Amazon Kindle e-könyv-olvasó dokumentumformátuma, másolásvédett
- .mobi vagy .prc: a platformfüggetlen Mobipocket Reader alkalmazás dokumentumformátuma.
- .epub: platformfüggetlen formátum széles körű formázási lehetőségekkel.
- .pdb: a Palm OS-ra kifejlesztett eReader szoftver dokumentumformátuma.
- .lit: a Microsoft Reader formátuma.

## Készítése
E-könyvet – a formátumtól függően – számos szoftver alkalmazásával készíthetünk. Ezek lehetnek általános szövegszerkesztők vagy olyan konverter programok, amelyek az általános szövegformátumból alakítanak ki speciális e-könyv fájlokat.

## Terjesztés
Az e-könyvek közzététele, internetes megosztása vagy értékesítése során természetesen tekintettel kell lenni az eredeti szöveghez kapcsolódó szerzői jogokra. 
Az e-könyveket legálisan a szerzők vagy könyvkiadók önállóan, online könyvesboltokban, esetleg e-könyvtárakban publikálják. A kereskedelmi e-könyvek készítésének van már Magyarországon is intézményesült formája, ugyanis a A Nagy e-Könyv Program keretében bárki csatlakozhat egy üzleti érdekeltségű mentorhálózathoz. Az általuk preferált keretrendszerben multimédiás 3D e-könyv alkalmazásokat készítenek, amelyeket a világhálón értékesítenek. 
A szerzői jogok megsértése esetén a publikálás illegális, „kalózkiadásnak” minősül. A magánszemélyek által készített és az interneten illegálisan megosztott e-könyvek mégis nagy népszerűségnek örvendenek – főleg a világ szegény részein. A kalózkodásnak több oka van. Némelyik kiadó egyáltalán nem foglalkozik digitális terjesztéssel, nehogy a papíralapú kiadványai keresletét csökkentse. Más kiadók a papíron megjelenő könyvvel szinte azonos áron kínálják a fájlokat. A 2010-es évek Magyarországán egyes tudományterületeken a friss szakirodalom papíralapon elérhetetlen, az illegális csatornák használata nélkül a tudományos kutatómunka ellehetetlenülne.